# Pierre-Louis Matthey
 (mai 2025).
Pierre-Louis Matthey, né le 19 juillet 1893 à Avenex-sur-Nyon et mort le 5 mars 1970 à Genève, est un poète et écrivain vaudois.

## Biographie
Pierre-Louis Matthey entreprend des études à Lausanne. Il publie ses œuvres de jeunesse dans les Cahiers vaudois en 1914, année où il obtient son baccalauréat. 
Dandy fortuné, homosexuel esthète, il estime alors que seule la poésie doit l'occuper. Dès lors, il consacre son temps à écrire et à voyager. Il vit à Paris dans les années 1930, puis regagne Lausanne avant de s'établir à Genève en 1940.
Considéré « comme l'un des plus grands poètes romands »[réf. nécessaire], il a été couronné de nombreux prix (Prix Schiller, Prix Rambert, Grand prix C.F. Ramuz). Il traduit également les œuvres de poètes anglais : des sonnets de Shakespeare, ainsi que des poèmes de John Keats, Percy Bysshe Shelley et William Blake.

## Publications
- Seize à vingt : poésies, 1914
- Poèmes et nouvelles, 1915
- Semaines de passion : poèmes, 1919
- Même sang : incantation, 1920
- Alcyonée à Pallène, 1941
- Vénus et le sylphe, 1945
- Aux jardins du père : élégie et prière, 1949
- Triade : poème, 1953
- Muse anniversaire, 1955
- Poésies complètes, 1968 (y compris les traductions, revisité par l’auteur). Lausanne : Cahiers de la Renaissance vaudoise
- Poésies complètes, 2016. Chavannes-près-Rennens : Éditions Empreintes

## Traductions
- La tempête de William Shakespeare, 1932[2]
- Un cahier d'Angleterre : poésies célèbres, 1944
- Un bouquet d'Angleterre : poésies célèbres de Robert-Louis Stevenson à William Shakespeare, 1946
- Les chants de l'innocence et de l'expérience de William Blake, 1947
- Roméo et Juliette de William Shakespeare, 1947
- Tendre est la nuit : Florilège des poèmes de John Keats, 1950

## Correspondance
- Gustave Roud – Pierre-Louis Matthey, Correspondance 1932-1969, Lausanne et Carrouge, Association des Amis de Gustave Roud, 1997, 76 p.

Une rue dans le village de Signy-Avenex où il est né porte son nom.

## Distinctions
- Prix Rambert en 1947
- Grand Prix C.F. Ramuz en 1955
- Prix mondial Nessim Habif, 1964

## Sources
- Doris Jacubek, « Pierre-Louis Matthey » dans le Dictionnaire historique de la Suisse en ligne, version du 17 décembre 2009.
- « Pierre-Louis Matthey », sur la base de données des personnalités vaudoises sur la plateforme « Patrinum » de la Bibliothèque cantonale et universitaire de Lausanne.
- A. Nicollier, H.-Ch. Dahlem, Dictionnaire des écrivains suisses d'expression française, vol. 2, p. 570-572
- Histoire de la littérature en Suisse romande, sous la dir. de R. Francillon, vol. 3, p. 89-98
- P.-O. Walzer, Dictionnaire des littératures suisses, p. 253
- H.-Ch. Dahlem, Sur les pas d'un lecteur heureux guide littéraire de la Suisse, p. 385, Gazette de Lausanne, 1970/03/06, p. 13, 1970/03/09, p. 5
- Marcel Raymond, "L'ascension d'un poète" in La Revue de Belles-Lettres, 1971, no 1, p. 59-61
- Études de Lettres, 1972, série III, tome 5, no 2 consacré à Pierre-Louis Matthey